# Dazel Jules
Dazel Jules (né le 10 août 1967) est un athlète trinidadien, spécialiste des épreuves de sprint.

## Biographie
Il remporte la médaille d'argent du relais 4 × 400 m lors des Championnats du monde en salle 1993, à Toronto, en compagnie de Alvin Daniel, Neil de Silva et Ian Morris. L'équipe de Trinité-et-Tobago, qui établit le temps de 3 min 07 s 02, est devancée par les États-Unis.

### Palmarès
| Date | Compétition                    | Lieu    | Résultat | Épreuve   |
| ---- | ------------------------------ | ------- | -------- | --------- |
| 1993 | Championnats du monde en salle | Toronto | 2e       | 4 × 400 m |

### Records
| Épreuve | Épreuve   | Performance | Lieu | Date         |
| ------- | --------- | ----------- | ---- | ------------ |
| 200 m   | Plein air | 21 s 53     | Rome | 31 août 1987 |
| 200 m   | Salle     |             |      |              |